# Ривје Пилот
Ривје Пилот (фр. Rivière-Pilote) је општина која се налази у јужном делу Мартиника, 21 км од главног града Фор де Франса и 8 км од Ле Марина.

## Опште карактеристике
Заузима око 35,78 км² и граничи се са Ривије-Салеом, Сент-Лусом, Ле Марином и Ле Воклином. Налази се у долини реке Пилоте, 2 км од њеног ушћа у Л'Ансе Фигуиер.
Своје име дугује Пилоту, Индијанцу који је био наклоњен досељеницима током 17. века.

## Историја
Његови први становници били су Араваци, досељени са Калина и Кариба. Године 1635. стигли су први европски досељеници, а тридесет година касније и језуити, а 1693. године Енглези су опустошили регион. Године 1705. град је постао самостална парохија. Комуна је настала 1837. године.

## Спорт
Расинг клуб де Ривје-Пилот има објекте за фудбал, рукомет, кошарку и атлетику. Стадион Алфред Мари Жан има капацитет за 3.000 гледалаца и посвећен је фудбалу и атлетици.